# Gornji Cerovljani
Gornji Cerovljani est un village de la municipalité de Hrvatska Dubica (comitat de Sisak-Moslavina) en Croatie. Au recensement de 2011, le village comptait 99 habitants.